# St. Laurentius (Schreibershof)
Die römisch-katholische Kirche St. Laurentius ist ein ortsbildprägendes Kirchengebäude in Schreibershof, einem Ortsteil von Drolshagen im Kreis Olpe (Nordrhein-Westfalen). Die Gemeinde gehört zum Pastoralverbund Kirchspiel Drolshagen.

## Geschichte und Architektur
In Schreibershof wurde von 1869 bis 1870 eine Kirche errichtet. In diesem Saalbau mit Chor ruhte die flache Decke auf frei stehenden Holzstützen. Das Gebäude wurde 1932 nach Plänen des Diözesanbaumeisters Kurt Matern rückseitig erweitert. Der Neubau ist breiter als der Altbau, seine Wände aus verputztem Mauerwerk sind durch rundbogige Fenster gegliedert. Das verschieferte Walmdach ist in der Gestaltung an das alte Gebäude angeglichen. Der Turm ist im Versatz eingefügt und lockert das Gebäude auf. In der Achse der Kirche tritt eine Taufstelle nach außen halbrund hervor. Im Innenraum steht eine Orgelempore mit einer Holzbrüstung.
Bei einer Außenrenovierung im Jahr 2020 erhielt der vor dem Zweiten Weltkrieg notdürftig mit einem Flachdach abgeschlossene Turm eine Spitze. Außerdem wurde der untere Turm-Teil, der aus Bruchsteinen besteht, verputzt, das Dach des Hauptschiffes neu gedeckt und die Fassade neu gestrichen. Der Innenraum wurde zuletzt 2013 renoviert.